# فاطمه عادلی
فاطمه عادلی (زاده ۲۵ تیر ۱۳۷۴) بازیکن فوتبال اهل ایران و عضو تیم ملی فوتبال زنان ایران است که در باشگاه فوتبال زنان پیونیک ارمنستان بازی می‌کند..

## زندگی‌نامه
فاطمه عادلی متولد ۲۵ تیر ۱۳۷۴ در اصفهان است. او فارغ‌التحصیل کارشناسی علوم ورزشی از دانشگاه بوعلی سینا است. مجتبی فدایی از خبرنگاران ورزشی و فعالین رسانه‌ای اصفهان همسر اوست. عادلی ورزش را با فوتسال شروع کرد و بعدها با فوتبال ادامه داد. او تاکنون برای تیم‌های ملی نوجوانان، جوانان و بزرگسالان ایران بازی کرده و موفق به گلزنی شده‌است.

## دستاوردها

### باشگاهی
| سال  | عنوان                 | تیم                     | دوره             | منبع             |
| ---- | --------------------- | ----------------------- | ---------------- | ---------------- |
| ۱۳۹۶ | قهرمان لیگ برتر ایران | آینده‌سازان میهن نجف‌آباد | لیگ برتر ۹۶–۱۳۹۵ | [ نیازمند منبع ] |

در فصل ۹۵–۱۳۹۴ لیگ برتر فوتبال بانوان ایران فاطمه عادلی در پست دفاع راست برای آینده سازان میهن نجف آباد بازی کرد و موفق به کسب قهرمانی در این رقابت‌ها شد. پس از انحلال تیم بانوان آینده سازان فاطمه عادلی به تیم بانوان ذوب آهن اصفهان پیوست و در این تیم با شماره ۱۹ بازی کرد.
عادلی هم‌اکنون شماره ۱۹ تیم بانوان سپاهان اصفهان را بر تن دارد

## فوتبال حرفه‌ای
اولین حضور حرفه‌ای فاطمه عادلی در تیم آینده سازان میهن نجف آباد بود که از سال 1391 تا 1396 در این تیم بازی کرد. همچنین توانست در این تیم اولین قهرمانی لیگ ایران را هم تجربه کند. 
درست زمانی 22 سال سن داشت، توانست به تیم ذوب آهن اصفهان ملحق شود و برای این تیم نیز از سال 1396 تا 1398 بازی کرد و سپس برای پیشرفت بیشتر وارد تیم سپاهان اصفهان شد و تا اکنون در این تیم حضور دارد. 
فاطمه عادی در سن 16 سالگی به تیم ملی زیر 16 ساله دعوت شد؛ در سن 20 سالگی نیز برای اولین بار به تیم ملی فوتبال زنان ایران ملحق شد.